# Mancomunitat Vall dels Alcalans
La Mancomunitat Vall dels Alcalans és una mancomunitat de municipis de la comarca de la Ribera Alta (País Valencià). Aglomera 3 municipis i 6.286 habitants, en una extensió de 95,60 km². Actualment (2007) la mancomunitat és presidida per Jose Antonio Polo Besso, del PSPV-PSOE i regidor de l'ajuntament de Montroi.
Les seues competències són:
- Aigües potables
- Clavegram
- Escorxador
- Neteja viaria i recollida de fem
- Urbanisme

Els pobles que formen la mancomunitat són:
- Montserrat
- Montroi
- Real de Montroi